# Cesare Lombroso
Cesare Lombroso (født 18. november 1835 i Verona, død 19. oktober 1909 i Torino) var en italiensk psykiater og kriminalantropolog af jødisk slægt. 
I sin tidlige ungdom skrev Lobroso romaner; han studerede medicin i Torino, deltog som ung læge i den italienske frihedskrig 1859 og blev 1862 professor i psykiatri i Pavia, hvor han grundlagde et psykiatrisk museum, han var derefter i nogle år direktør for sindssygeanstalten i Pesaro og blev endelig professor i psykiatri og retslægevidenskab ved universitetet i Torino, hvor han med stor iver kastede sig over studiet af kriminalantropologien, hvis skaber han er. Lombrosos første videnskabelige arbejder handlede om sindssygdommene, om kretinismen i Norditalien, om pellagra og lignende emner, men sit verdensry grundlagde han ved det store værk L'uomo delinquente in rapporto all' antropologia, alla giurisprudencia ed alla disciplina carceraria, hvis første udgave udkom 1875, og som senere er udkommet i en række stadig forøgede Udgaver og talrige oversættelser. I dette værk fremstillede Lombroso sin stærkt omstridte teori om det såkaldte forbrydermenneske og støttede den til et omfattende bevismateriale, der vakte det bredere 
publikums levende interesse, men var alt for kritikløst behandlet til at kunne tilfredsstille den kyndige læser. Den langt overvejende del af Lombrosos øvrige litterære produktion handler om, kriminalantropologi og beslægtede emner og indeholder ligesom hans hovedværk en rigdom af interessante iagttagelser og ofte dybsindige bemærkninger, men hele hans produktion er præget af en utøjlet, jævnlig naiv fantasi og en højst mangelfuld videnskabelig metode. Til trods for disse skrøbeligheder har Lombrosos litterære virksomhed sat dybe spor, fordi hans ejendommelige personlighed har givet de store og betydningsfulde problemer, hvormed han beskæftiger sig, en tillokkende form, der tvang hans talrige modstandere til at tage dem op til fornyet behandling og førte hans ikke mindre talrige tilhængere til at udvikle dem videre. Uagtet Lombrosos kriminalistiske teorier kan betragtes som skrinlagte, har han derfor på mangfoldige områder været en banebryder af stor og blivende ret. Foruden talrige større og mindre afhandlinger i det af Lombroso i forbindelse med Enrico Ferri og Raffaele Garofalo udgivet Archivio di Psichiatria og andre tidsskrifter samt i beretningerne om de kriminalantropologiske kongresser har Lombroso udgivet en lang række særskilte arbejder, hvoraf her kun skal fremhæves: Genio e Follia, L'uomo di genio, Gil anarchici, Palimsesti del carcere, Grafologia.